# Mariupol (stacja kolejowa)
Mariupol (ukr.: Станція Маріуполь, ros: Станция Мариу́поль) – stacja kolejowa w Mariupolu, w obwodzie donieckim, na Ukrainie. Położony w południowej części miasta w rejonie primorskim na Słobódka. Znajduje się na dwutorowej zelektryfikowanej linii kolejowej z północy na południowy zachód. Na południowy zachód znajduje się stacja towarowa Mariupol Port, na północ - stacja pasażerska Sartana.
Stacja posiada budynek stacji, lokomotywownię i wagonownię.
Węzeł kolejowy Mariupol służy jako łącznik z portem morskim w głąb lądu, zapewnia dostawy towarów masowych do miasta, eksport produktów dla przedsiębiorstw. Na krajowej sieci głównych linii znajduje się na linii Mariupol-Jasinowataja.